# Helgi bjóla Ketilsson
Helgi bjóla Ketilsson (n. 848) fue un caudillo vikingo de Telemark, Noruega y tras pasar un breve periodo en las Hébridas, emigró a Islandia donde fundó un asentamiento en Esjuberg, Kjalarnes. El primer invierno se hospedó bajo el techo de Ingólfur Arnarson. Hijo de Ketil Nariz Chata, es un personaje principal de la saga Kjalnesinga donde se menciona que aún habiendo aceptado el bautismo cristiano, seguía devoto a la antigua religión:
...un gran valor en la tradición antigua, algo malhablado, bromista y amable con todos.
También aparece en la saga de Laxdœla, y saga Eyrbyggja. El obispo Jón Ögmundsson era descendiente directo de Kollsvein, uno de los hijos de Helgi.

## Helgi hrogn
Hubo otro islandés con el mismo nombre Helgi hrogn Ketilsson (n. 879), de Ytri-Vellir, Melstaður, Vestur-Húnavatnssýsla, hijo del colono noruego Ketill Ásbjörnsson (n. 847).

## Herencia
Según Landnámabók, Helgi bjóla se casó con Thorny Ingolfsdatter (c. 870), hija de Ingólfur Arnarson. De esa relación nacieron:
- Kolsvein Eyvindson (Helgason);
- Eyvind Hjalte Helgason;
- Viga-Hrapp Helgesson (Helgason), también Draeber-Hrapp. Hrapp sería padre de Örlygur Hrappsson y Þórður Hrappsson.
- Arngrímur Helgason; y
- Þorgrímur goði Helgason.